# Beautiful Day
«Beautiful Day» (с англ. — «Прекрасный день») — первый сингл ирландской рок-группы U2 из альбома All That You Can’t Leave Behind. В 2001 году песня выиграла 3 премии «Грэмми» в номинациях «Песня года», «Запись года» и «Лучшее вокальное рок-исполнение дуэтом или группой». «Beautiful Day» звучала на каждом концерте Elevation Tour.

## Написание и запись
«Beautiful Day» была написана в несколько этапов, берущих своё начало в композиции «Always» (позже выпущенной в качестве би-сайда), во время которых группа работала в маленькой студии в Hanover Quay Studio. Сначала музыкантам не нравилось, то, что у них получалось; как сказал гитарист Эдж: «Для настоящей рок-песни это было довольно посредственно». После того, как Боно написал текст «Beautiful Day», работа над песней пошла в другом направлении. Бэк-вокал Эджа для припева был симпровизирован однажды ночью с сопродюсером Даниэлем Лануа, как дополнение, которое он называл «ключом» к припеву и новым текстам.
Во время записи альбома All That You Can’t Leave Behind группа решила дистанцироваться от своих экспериментов 1990-х с электронной танцевальной музыкой и вернуться «к традиционному звуку U2». В то же время группа искала более перспективный звук. Это привело к спорам среди музыкантов, когда Эдж играл на гитаре Gibson Explorer со звуком, свойственном раннему материалу альбома War. Боно особенно сопротивлялся такому звучанию, но, в итоге, Эдж выиграл спор. Как он объясняет: «Это было, потому что мы придумывали инновационную музыку, в которой, я чувствовал, у меня было право использовать некоторые характерные приёмы на гитаре». Несмотря на то, что группа хотела создать более упрощенный, обычный звук, один из прорывов песни случился после того, как сопродюсер Брайан Ино предоставил им «электронизацию аккордов с бит-боксом» (англ. «electronification of the chords with a beat box») и синтезировал часть строки в начале. Эдж считает, что контраст между этими более электронными свойствами трека и его с Лануа бэк-вокалом принёс пользу песне.
Процесс микширования, оказавшийся сложным, продолжался две недели. В этот период были внесены некоторые изменения; Боно добавил гитарную партию, состоящую из последовательности аккордов, чтобы укрепить бас — по словам Эджа, это «укрепило все». Эдж тоже изменил басовую партию в припеве и переделал клавишную идею Боно в гитарную партию, которая добавила «кислое качество» (англ. «sour quality») в баланс трека. Лануа описал песню, как «один из тех небольших подарков, где ты думаешь: „Мой бог, у нас есть это!“».

## Композиция
«Beautiful Day» играется в темпе в 136 ударов в минуту, в тактовом размере 4/4. Песня начинается с ревербационно звучащего синтезатора, его партия состояла из последовательности аккордов A-Bm7-D-G-D9-A. Эта прогрессия продолжается столько же, сколько звучат слова и бэк-вокал, изменяясь не всегда в один такт. После вступления вокальной партии, сразу после слов «The heart is a bloom», начинается ритм, созданный повторяющимися восьмыми на бас-гитаре и драм-машине. В 0:29 вступает соло-гитара, её партия состоит из аккордов арпеджио, повторяющихся эхом через каналы. Вокальная партия относительно спокойна до тех пор, пока не начинается припев, в то время, когда Эдж начинает играть на гитаре рифф и вступают ударные. В припеве Боно поет в сдержанной манере, контрастируя с «громким ревом» Эджа на бэк-вокале, долгим криком «Day».
В 1:55 после второго куплета начинается бридж, звучат аккорды F♯m-G-D-A, усиливая эмоции трека, тогда как Боно поет «Touch me / Take me to that other place». Окончание бриджа наступает на 2:08, Эдж повторяет модулированную форму AABA на гитаре. Через семь секунд начинаются брейк и Middle eight. Этот раздел состоит из последовательности аккордов Em-D-Em-G-D-Em-G-D-A. Бас играет G ниже аккорда Em, подразумевая, что аккорд не изменяется. Повествование в этом разделе ведётся от человека, который находится над землей, он описывает все примечательное, свидетелем чего становится: Китай, Гранд-Каньон, косяки тунца, ночные костры бедуинов. После третьего припева и окончания бриджа песня внезапно заканчивается «сдержанным» способом; большая часть инструментов замолкает и затихает гитара, дрейфуя между каналами.
По словам Боно, «Beautiful Day» о «человеке, который потерял все, но находит радость в том, что он до сих пор есть». Blender интерпретировал песню и фразу «it’s a beautiful day», как «видение отказа от материальных ценностей и нахождении изящества самом мире». В книге Рикки Руксби Inside Classic Rock Tracks песня описана как имеющую «нечеткое» качество и покрытую «неоднозначной областью между религией и романтикой». Он нашёл «благодать и спасение» в тексте песни и считал, что, несмотря на не явное объяснение, как эмоционально продолжать бороться, у песни есть «очень много наводящих на размышления идей, а этого достаточно».

В эпизоде Iconoclast (Sundance Channel), вокалист R.E.M. Майкл Стайп заявил: «Я люблю эту песню. Мне жаль, что не я написал это, и они знают, что мне жаль, что не я написал это. Это заставляет меня танцевать; это делает меня сердитым, то, что не я писал это».

## Релиз
«Beautiful Day» был выпущен первым синглом из альбома All That You Can’t Leave Behind. Песня достигла первого места в чартах синглов Австралии, Канады, Соединенного Королевства и Ирландии, а также увеличила продажи All That You Can’t Leave Behind. «Beautiful Day» был включен в сборники The Best of 1990–2000 и U218 Singles. Версия песни, известная как Quincy and Sonance Mix, появилась в мини-альбоме 7.

## Музыкальное видео
В клипе на песню «Beautiful Day» группа ходит по парижскому аэропорту «Шарль де Голль», между этим показаны сцены, где группа играет на взлётно-посадочной полосе, над их головами пролетают самолёты, взлетающие и идущие на посадку.
Альтернативный клип на песню, снятый в Эзе (Франция), был включен в U2 Exclusive CD!, в бонус-DVD The Best of 1990—2000 и в DVD U218 Videos. За месяц до выхода альбома концертная версия этой песни была снята в Дублине на крыше The Clarence hotel. Она включена в дополнение к DVD Elevation 2001: Live from Boston (хотя и отмечается на DVD как «Торонто, Канада»).

## Концертные выступления

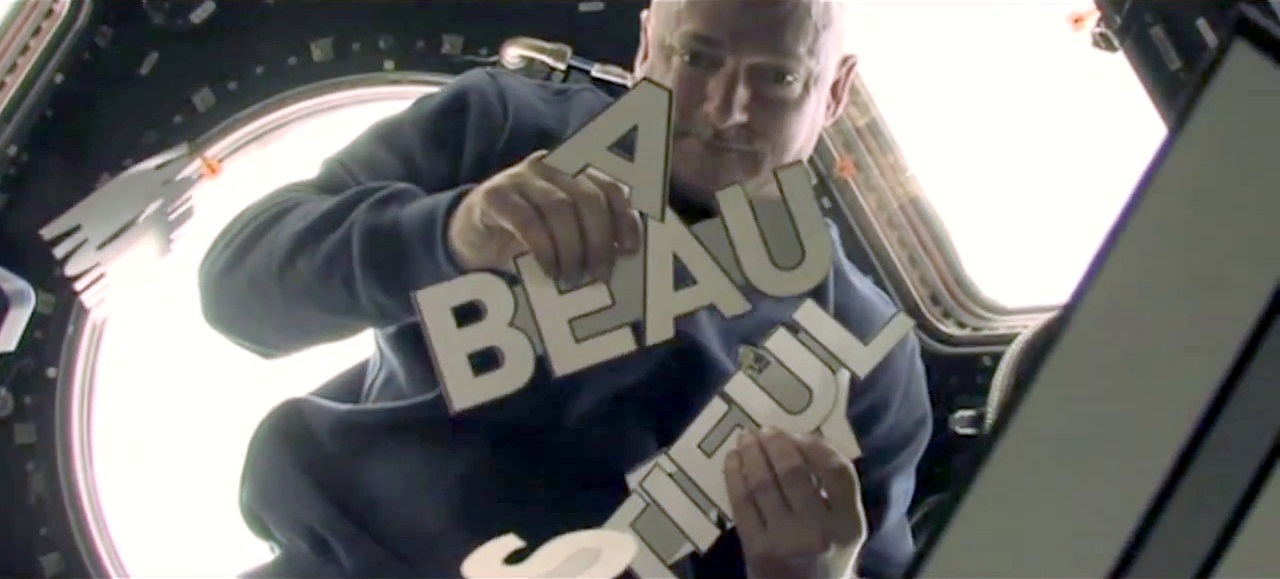
Видео-обращение астронавта Марка Келли показывалось перед исполнением «Beautiful Day» на заключительных концертах U2 360° Tour.

С момента своего дебюта на первом концерте Elevation Tour 24 марта 2001 года в Майами «Beautiful Day» была сыграна на каждом полном концерте тура, а также в ряде рекламных выступлений и концертов, не связанных с туром. В Elevation Tour «Beautiful Day», как правило, игралась второй, хотя однажды этой песней открывалось шоу и пару раз она была в конце сет-листа. Во время Vertigo Tour песня всегда значилась в первой части сет-листа. Она также звучит в Live DVD Elevation: Live from Boston, U2 Go Home: Live from Slane Castle и Vertigo 2005: Live from Chicago.
Песня была исполнена на сцене во время выступления U2 в рамках Live 8 в Гайд-парке в Лондоне. Она была исполнена в Новом Орлеане на Super Bowl Super Bowl XXXVI и на первой игре Нью-Орлеан Сэйнтс после урагана Катрина.
Песня также звучала на большинстве концертов 360° Tour. В ходе заключительной части тура в 2011 году видео, записанное астронавтом НАСА Марком Келли было использовано в качестве вступления к песне. Ранее Келли выбрал песню «Wake Up Call» для полёта STS-134.

## Приём

### Критика
«Beautiful Day» получила в основном положительные отзывы от критиков. Олаф Tyaransen из Hot Press назвал песню «на удивление простой, но все же заразительно броской», тогда как Питер Мерфи сказал, что трек разрушил тенденцию группы выпускать одиночные синглы, которые открывали новые возможности, но не были лучшими песнями из альбомов. Мерфи назвал песню «запатентованной кавалерийской атакой U2 от U2 3 через The Joshua Tree к Jubilee 2000». The Guardian заявила, что песня «берет соответствующую отметку, оставляя прошлое позади и продолжая остальную часть вашей жизни». Роберт Хилберн из Los Angeles Times назвал трек доказательством того, что музыка группы в очередной раз «была украшена великолепной структурой игры Эджа, и [что] Боно снял маски». Rolling Stone назвал песню «готовой к нападению» и сказал, что это было одно из многого в альбоме, что «резонирует, не выцветает при повторном прослушивании». The Philadelphia Inquirer критически отозвалась о песне, заявив, что это «вызвано не огнём истинно верующих», а скорее необходимостью группы в хите, и что это было «движение к укреплению укреплению основы, которая, возможно, уже ускользнула».
Дэвид Браун из Entertainment Weekly был очень восприимчив к «Beautiful Day», отметив, что хор «льется в взмывающим ввысь эйфорическим рёвом», заметив также, что песня звучала во время телевизионной трансляции летних Олимпийских игр 2000. Браун назвал «классическую аранжировку U2» песни «банальной», но сказал: «будь я проклят, если она не эффективна». Он сказал, что песня напоминает ему славу группы в конце 1980-х, когда так много популярной музыки стремилось звучать как «акустически и эмоциональна на подъём». Эдна Гундерсен из USA Today была в восторге от песни, назвав её «эйфорией» и полагая, что это было «глоток свежего воздуха в музыкальном репертуаре, задыхающемся от синтетической поп-музыки и кипящего рэп-рока». Detroit Free Press критиковал неинтересность альбома, но назвал «Beautiful Day» одной из «триумфальных вспышек альбома», охарактеризовав её как «великолепно занят, слоистую песню, которая напоминает о лирически проницательных днях Achtung Baby Боно». NME опубликовал отрицательный отзыв на песню после выхода сингла, в котором предлагалось выпустить убийцу Джонна Леннона Марка Дэвида Чепмена, чтобы тот выстрелил в Боно; позже Hot Press назвала это заявление «ядовитым» и «безвкусным». Эта публикация стала более снисходительной к песне после выхода All That You Can’t Leave Behind.

### Награды
Награды и наследие
«Beautiful Day» занял 4-е место в списке «Best Singles», составленном в 2000 году по результатам опроса Pazz & Jop, проведенного The Village Voice. Песня выиграла три премии «Грэмми» в 2001 году: «Запись года», «Песня года» и «Лучшее вокальное рок-исполнение дуэтом или группой». В 2003 году в специальном выпуске журнала Q под названием «1001 Best Songs Ever» «Beautiful Day» оказался под номером 747 в списке величайших песен. В 2005 году Blender отдал песне 63 место в своем списке «The 500 Greatest Songs Since You Were Born». В 2009 году Rolling Stone, подводя итоги десятилетия, отдал песне «Beautiful Day» девятое место в списке лучших песен, читатели журнала поставили песню на третье место в списке лучших синглов 2000-х годов. В 2010 году Rolling Stone обновил свой список «500 величайших песен всех времён» и поставил «Beautiful Day» на 345 место, что сделало её одной из восьми композиций U2 в этом списке. В 2011 году VH1 дал «Beautiful Day» 15 место в своем списке The 100 Greatest Songs of '00s

### Наследие
Курт Нильсен, норвежский победитель World Idol, 25 декабря 2003 года выиграл конкурс с этой песней. В 2004 году американская рок-группа Sanctus Real записала свою версию «Beautiful Day» в альбоме n the Name of Love: Artists United for Africa. В 2007 году немецкий гитарист Axel Rudi Pell записал кавер-версию песни в его альбоме Diamonds Unlocked. В 2008 году песня была выбрана в качестве саундтрека к фильму Остров Ним. В 2010 году Ли Дьюиз выступил с кавером на «Beautiful Day», который стал первым его синглом после победы в девятом сезоне в American Idol. Дьюиз прокомментировал: «Я очень люблю эту песню (…) Это то, что обязательно в моем жанре? Нет. На столе были песни, и я выбрал ту, которая, как мне казалось, лучше всего отражала данный момент». Кавер-версия достигла 24 места в Billboard Hot 100. Также с кавером на «Beautiful Day» выступал Алтийан Чайлдс, победитель 2010 X Factor Australia.

## Кавер-версии
| Год  | Исполнитель                  | Альбом                                         |
| ---- | ---------------------------- | ---------------------------------------------- |
| 2004 | Hiro Goto and Adrienne Woods | Still Strung out on U2                         |
| 2004 | Курт Нильсен                 | I                                              |
| 2004 | Royal Philharmonic Orchestra | Symphonic Rock                                 |
| 2004 | Sanctus Real                 | In the Name of Love: Artists United for Africa |
| 2007 | Axel Rudi Pell               | Diamonds Unlocked                              |
| 2007 | Rockabye Baby!               | Lullaby Renditions of U2'                      |
| 2010 | Lee DeWyze                   | «Beautiful Day»                                |

## Использование в кино и на телевидении
| Год  | Фильм                              | Примечания                    |
| ---- | ---------------------------------- | ----------------------------- |
| 2000 | «Запретная любовь»                 | Эпизод #1.1418                |
| 2001 | «Бандиты»                          |                               |
| 2002 | «Hinter Gittern — Der Frauenknast» | Эпизод «Das Duell»            |
| 2002 | «Тайны Смолвилля»                  | Эпизод «Nicodemus»            |
| 2003 | «Ellen DeGeneres: Here and Now»    | Документальный                |
| 2003 | «Клиника»                          | Эпизод «My Own American Girl» |
| 2008 | «Остров Ним»                       |                               |
| 2010 | «Notruf Hafenkante»                |                               |

## Список композиций
Вся музыка написана U2.
| №                   | Название            | Длительность |
| ------------------- | ------------------- | ------------ |
| 1.                  | «Beautiful Day»     | 4:06         |
| 2.                  | «Beautiful Day»     | 4:06         |
| Общая длительность: | Общая длительность: | 8:12         |

| №                   | Название            | Длительность |
| ------------------- | ------------------- | ------------ |
| 1.                  | «Beautiful Day»     | 4:06         |
| 2.                  | «Summer Rain»       | 4:06         |
| Общая длительность: | Общая длительность: | 8:12         |

| №                   | Название            | Длительность |
| ------------------- | ------------------- | ------------ |
| 1.                  | «Beautiful Day»     | 4:06         |
| 2.                  | «Summer Rain»       | 4:06         |
| 3.                  | «Always»            | 3:46         |
| Общая длительность: | Общая длительность: | 11:58        |

| №                   | Название                                                | Длительность |
| ------------------- | ------------------------------------------------------- | ------------ |
| 1.                  | «Beautiful Day»                                         | 4:06         |
| 2.                  | «Discothèque» (live from Mexico City)                   | 5:10         |
| 3.                  | «If You Wear That Velvet Dress» (live from Mexico City) | 2:43         |
| Общая длительность: | Общая длительность:                                     | 11:59        |

| №                   | Название                                              | Длительность |
| ------------------- | ----------------------------------------------------- | ------------ |
| 1.                  | «Beautiful Day»                                       | 4:06         |
| 2.                  | «Summer Rain»                                         | 4:06         |
| 3.                  | «Always»                                              | 3:46         |
| 4.                  | «Last Night on Earth» (live from Mexico City – video) | 6:30         |
| Общая длительность: | Общая длительность:                                   | 18:28        |

| №                   | Название                                                | Длительность |
| ------------------- | ------------------------------------------------------- | ------------ |
| 1.                  | «Beautiful Day»                                         | 4:06         |
| 2.                  | «Discothèque» (live from Mexico City)                   | 5:10         |
| 3.                  | «If You Wear That Velvet Dress» (live from Mexico City) | 2:43         |
| 4.                  | «Last Night on Earth» (live from Mexico City)           | 6:30         |
| Общая длительность: | Общая длительность:                                     | 18:29        |

| №                   | Название                                                | Длительность |
| ------------------- | ------------------------------------------------------- | ------------ |
| 1.                  | «Beautiful Day»                                         | 4:06         |
| 2.                  | «Summer Rain»                                           | 4:06         |
| 3.                  | «Always»                                                | 3:46         |
| 4.                  | «Discothèque» (live from Mexico City)                   | 5:10         |
| 5.                  | «If You Wear That Velvet Dress» (live from Mexico City) | 2:43         |
| Общая длительность: | Общая длительность:                                     | 19:53        |

## Чарты
| Чарт (2000)                      | Высшая позиция |
| -------------------------------- | -------------- |
| Australian ARIA Charts           | 1              |
| Austrian Singles Chart           | 7              |
| Belgian Singles Chart (Flanders) | 29             |
| Belgian Singles Chart (Wallonia) | 23             |
| Canadian Singles Chart           | 1              |
| Canadian RPM Rock Report         | 1              |
| Dutch MegaCharts                 | 1              |
| Finland Singles Chart            | 1              |
| French Singles Chart             | 17             |
| German Singles Chart             | 7              |
| Irish Singles Chart              | 1              |
| Italian Singles Chart            | 1              |

| Чарт (2000)                              | Высшая позиция |
| ---------------------------------------- | -------------- |
| New Zealand Singles Chart                | 7              |
| Norwegian Singles Chart                  | 1              |
| Swedish Singles Chart                    | 27             |
| Swiss Singles Chart                      | 6              |
| UK Singles Chart                         | 1              |
| U.S. Billboard Hot 100                   | 21             |
| U.S. Billboard Modern Rock Tracks        | 5              |
| U.S. Billboard Mainstream Rock Tracks    | 14             |
| U.S. Billboard Top 40 Mainstream         | 19             |
| U.S. Billboard Top 40 Tracks             | 15             |
| U.S. Billboard Hot Dance Music/Club Play | 1              |